# Hærvejsmotorvejen
|  | Denne artikel beskriver en fremtidig begivenhed Denne artikel eller sektion handler om planlagt eller forventet fremtidig begivenhed. Der kan forekomme spekulativ information, og indholdet kan ændres dramatisk når begivenheden nærmer sig og mere information bliver tilgængelig. |

Hærvejsmotorvejen er det folkelige navn for en mulig fremtidig nord-sydgående motorvej ned gennem Jylland. Motorvejen kaldes også Ny midtjysk motorvej og tænkes anlagt i en motorvejskorridor fra E45 nord for Hobro over Viborg og Give til E45 omkring Haderslev-Christiansfeld. Den skal bl.a. aflaste dele af E45 langs Østjyske Motorvej og Sønderjyske Motorvej samt Primærrute 13. Det officielle arbejdsnavn for motorvejskorridoren er Ny Midtjysk Motorvej.
I november 2020 har Vejdirektoratet på baggrund af en VVM-undersøgelse og offentlig høring indstillet, at der med hensyn til den sydlige del af motorvejskorridoren syd for Give, arbejdes videre med en linjeføring øst om Billund og vest om Vandel med tilslutning til E45 Sønderjyske Motorvej ved enten Christiansfeld eller ved Haderslev.
I februar 2020 offentliggjorde Vejdirektoratet en forundersøgelse af den nordlige del af motorvejskorridoren nord for Give. Forundersøgelsen viser 8 forskellige forslag til linjeføringer til nye motorveje på strækningen, og ved at kombinere to eller tre af forslagene samt eksisterende motorveje, udpeger forundersøgelsen hvordan der kan skabes et sammenhængende motorvejsanlæg mellem Give, Viborg og E45 Nordjyske Motorvej nord for Hobro. Det er først, hvis der igangsættes en VVM-undersøgelse den nordlige del af motorvejskorridoren, at at vejanlæggets linjeføring, tilslutningsanlæg m.v. fastlægges i en sådan grad, at de enkelte forslag og konsekvenser heraf kan vurderes i detaljer.
Det er ikke afgjort, hvilket rutenummer en mulig kommende ny nord-sydgående motorvej ned gennem Jylland i givet fald skal have. Nogle af forslagene i den nordlige del af motorvejskorridoren nord for Give følger store dele af Primærrute 13, og derfor kan dette måske give et fingerpeg for et kommende rutenummer.
Det videre forløb afventer politisk behandling, en anlægslov og bevilling.

## Baggrund
Etablering af en ny nord-sydgående motorvej i det centrale Jylland har med mellemrum været til debat siden 1960'erne. Oprindeligt blev en såkaldt ”Hærvejsmotorvej” lanceret i 1961 af Johannes Humlum, der var professor i geografi ved Aarhus Universitet, som et alternativ til etablering af en mere østlig motorvej - den der i dag kendes som E45 Østjyske Motorvej og Nordjyske Motorvej. Det udløste en stor diskussion om, hvor den jyske motorvej skulle forløbe. Vejdirektoratet udførte en meget omfattende og detaljeret undersøgelse ”Anlæg af motorveje i Jylland”, som blev udsendt i slutningen af 1962. Rapporten konkluderede, at den jyske motorvej skulle ligge i Østjylland.
På grund af voksende kapacitetsproblemer på dele af E45 samt en stor andel lastbiltrafik på den hovedsagelig tosporede Primærrute 13, er der siden 2000'erne gennemført analyser af de langsigtede muligheder og perspektiverne for en ny nord-sydgående motorvejskorridor ned gennem Jylland. I januar 2009 indgik Folketinget aftalen om ”En grøn transportpolitik”, som bl.a. skulle se på en ny midtjysk motorvej. Derfor blev NIRAS i foråret 2010 bedt om at igangsætte en indledende screening af en motorvejskorridor med henblik på at identificere principielle linjeføringsmuligheder og på et overordnet niveau vurdere de enkelte linjeføringers potentiale. Resultatet heraf omfattede en screening af i alt 9 mulige linjeføringer, som blev vurderet med henblik på belysning af opnåelige trafikale effekter, overordnede anlægsøkonomi, påvirkning af miljøet samt by- og erhvervsudviklingen. Vejdirektoratet publicerede en strategisk analyse i 2013 samt en genberegning i 2016. Begge analyser vurderede, at en ny motorvejskorridor ned gennem Jylland vil være samfundsøkonomisk rentabel og til gavn for såvel borgere som erhvervsliv. En samlet ny nord-sydgående motorvejskorridor ned gennem Jylland forventes at omfatte mellem ca. 155-185 km ny motorvej, nye vejtilslutninger og motorvejskryds, arealudlæg og indgreb i eksisterende infrastruktur, som vil påvirke natur og miljø i korridoren. Anlægsomkostningerne vurderedes til mellem 15 og 22 mia. kr. i 2016-priser.
Folketinget besluttede 13. december 2016 at gennemføre en VVM-undersøgelse af en ny motorvej på strækningen fra Give til Haderslev, samt gennemføre en forundersøgelse på strækningen Hobro, Viborg til Give.
Forundersøgelsen af mulige linjeføringer på strækningen Hobro, Viborg til Give forelå i februar 2020.
VVM-undersøgelsen af en ny motorvej på strækningen fra Give til Haderslev forelå i januar 2020. Formålet med en VVM-undersøgelse er at belyse vejprojektets mulige påvirkning af omgivelserne og at tilpasse vejprojektet til landskabet, så påvirkningen af omgivelserne bliver begrænset. Desuden skal VVM-undersøgelsen skabe et sagligt grundlag for en offentlig debat og senere en politisk beslutning om motorvejsprojektet. Den efterfølgende offentlige høring blev gennemført i løbet af 2020, og i november 2020 forelå Vejdirektoratets indstilling til strækningen fra Give til Haderslev. Her indstillede Vejdirektoratet, at der arbejdes videre med en linjeføring øst om Billund og vest om Vandel med tilslutning til E45, Sønderjyske Motorvej, ved enten Christiansfeld eller ved Haderslev.
Den 18. september 2024 blev Vejdirektoratet færdig med en miljøkonsekvensvurdering af en motorvej øst og vest om Viborg.
I undersøgelsen er der foreslået to linjeføringer af motorvejen.
Linjeføringen vest om Viborg er en ca. 43,6 km lang motorvej. Den starter nord for Klode Mølle og passerer forbi Kompedal Plantage, hvorfra den går vest om byerne Sønder Knudstrup og Nørre Knudstrup samt Thorning og øst om byen Skræ. Den fortsætter derefter forbi Havredal Plantage, Fallesgårde og vest om Finderup og øst om Ravnstrup inden den passerer øst om Romlund og Rogenstrup og slutter ved den eksisterende primærrute 13 ca. 2,5 km syd for Løvel.  
Linjeføringen øst om Viborg er en ca. 42,9 km lang motorvej. Den starter syd for Klode Mølle med tilslutning til primærrute 13 og passerer forbi Kompedal Plantage hvorfra den går mellem Thorning og Kjellerup. Den krydser primærrute 26 hvor den derefter fortsætter øst om byerne Sønder Rind, Vinkel og Tapdrup, hvorefter den krydser Nørre Å og går vest om Rødding og tilsluttes den eksisterende primærrute 13 ved Løvel.
Ingen af disse to løsninger kunne gennemføres indenfor den afsatte økonomiske ramme, så man fandt nogle besparelser på de to motorvejsprojekter, så en motorvej vest om Viborg vil koste ca. 4,9 mio. mens den øst om Viborg vil koste 6,1 mio.
Ingen af de to motorvejslinjeføringer er dog samfundsøkonomisk rentabel, da den interne rente normalt skal ligge på omkring 3,9%. En motorvej vest om Viborg vil ligge på 1,5% mens den øst om Viborg vil ligge på 2,6%

Den 20. februar 2025 besluttede forligskredsen bag Infrastrukturplan 2035, på baggrund af miljøkonsekvensvurderingen at en motorvej mellem Løvel og Klode Mølle skal gå vest om Viborg. Dette blev besluttet, da denne linjeføring både er billigst og mest skånsom overfor naturen, samt der er færre ejendomme der skal eksproprieres.
| Etaper | Etaper    | Etaper      | Etaper    | Etaper | Etaper | Etaper    | Etaper       |
| Fra    | Frakørsel | Til         | Frakørsel | Baner  | KM     | Åbningsår | Bemærkninger |
| ------ | --------- | ----------- | --------- | ------ | ------ | --------- | ------------ |
| Løvel  |           | Klode Mølle |           |        | 47     | 2032      |              |
| Give   |           | Billund     |           |        | 15     | 2032      |              |